# Tommy Kind
Tommy Kind (* 2. März 1992) ist ein deutscher Fußballspieler. Er spielt für Rot-Weiß Erfurt.

## Karriere
Kind spielt seit 2004 für FC Rot-Weiß Erfurt. Seit der Saison 2010/11 spielt er für die Zweite Mannschaft der Erfurter. In der Saison 2012/13 stand mehrmals im Kader der ersten Mannschaft von Rot-Weiß Erfurt, er kam jedoch nur zu einem Kurzeinsatz gegen Preußen Münster.